# L'Arc
L'Arc era una rivista francese il cui sottotitolo recitava Cahiers Méditerranéens paraissant quatre fois l'an, fondata da Stéphane Cordier (1905-1986, uomo d'affari e letterato di Bruxelles) nel gennaio 1958 e chiusa nel gennaio 1986, dopo 100 numeri. Gli ultimi numeri sono stati diretti da Jean-François Guesnier. In redazione vi erano Catherine Clément, Georges Duby, Gilbert Lascault, René Micha e Bernard Pingaud.
Pubblicava all'inizio testi letterari e fotografie, poi dal 1961 adottò una formula monografica, con numeri speciali dedicati a grandi figure contemporanee di letteratura, filosofia, arte e scienze umane.
L'Arc ha conosciuto il suo primo grande successo nel 1965, con il numero consacrato a Claude Lévi-Strauss.
Tra le firme più assidue, oltre ai citati, Michel Butor, Roger Dadoun, Jean-Michel Gardair, Jean Giono, Denis Hollier, Marcel Lecomte, Armand Lunel, Georges Mounin, Jean Pfeiffer, Marc Saporta e Frédéric Jacques Temple.
Vi sono apparsi anche testi degli italiani Dante Alighieri, Corrado Alvaro, Sylvano Bussotti, Franco Cagnetta, Paolo Caruso, Giuseppe Dessì, Danilo Dolci, Umberto Eco, Federico Fellini (al quale è dedicato il n. 45), Pietro Ferrua, Alberto Giacometti, Carlo Goldoni, Giovanni Invitto, Carlo Levi, Giancarlo Marmori, Eugenio Montale, Gino Montesanto, Federico Navarro, Cesare Pavese, Mario Praz, Edoardo Sanguineti, Arturo Schwarz, Leonardo Sciascia (al quale è dedicato il n. 77), Rocco Scotellaro, Maria Luisa Spaziani, Italo Svevo, Giuseppe Ungaretti, Giuseppe Verdi (al quale è dedicato il n. 81) e Bernardino Zapponi.

## Numeri e temi
- (1, 1958)
- (2, 1958)
- Festivals (3, 1958)
- Sud Italien (4, 1958)
- (5, 1959)
- Baroque (6, 1959)
- Fonds sous-marins (7, 1959)
- Van Gogh (8, 1959)
- Les gitans (9, 1959)
- Peinture (10, 1960)
- Le sole il : mythes et réalités (11, 1960)
- (12, 1960)
- La vigne et le vin (13, 1961)
- Byzance (14, 1961)
- Autour d'Aix (15, 1961)
- (16, 1961)
- (17, 1962)
- (18, 1962)
- (19, 1962)
- (20, 1962)
- Photographie (21, 1963)
- René Char (22, 1963)
- Cuba (23, 1963)
- Nabokov (24, 1964)
- Expressionnisme (25, 1964)
- Lévi-Strauss (26, 1965)
- L'opéra comme théâtre (27, 1965)
- Raymond Queneau (28, 1966)
- Jules Verne (29, 1966)
- Sartre aujourd'hui (30, 1966)
- Alain Resnais ou la création au cinéma (31, 1967)
- Georges Bataille (32, 1967)
- Pour le centenaire de Maldoror (33, 1967)
- Freud (34, 1968)
- Jean Dubuffet : culture et subversion (35, 1968)
- Joyce et le roman moderne (36, 1968)
- Intervention surréaliste (37, 1969)
- Hegel (38, 1969)
- Michel Butor (39, 1969)
- Beethoven (40, 1970)
- Melville (41, 1970)
- Gaston Bachelard (42, 1970)
- Pierre Klossowski (43, 1970)
- Bataille II (44, 1971)
- Fellini (45, 1971)
- Merleau-Ponty (46, 1971)
- Marcel Proust (47, 1971)
- Marcel Mauss (48, 1972)
- Gilles Deleuze (49, 1972)
- Gutenberg (50, 1972)
- Iannis Xenakis (51, 1972)
- Michelet (52, 1973)
- Louis Aragon (53, 1973)
- Jacques Derrida (54, 1973)
- Après Brecht (55, 1973)
- Roland Barthes (56, 1974)
- Victor Hugo (57, 1974)
- Jacques Lacan (58, 1974)
- Marcel Duchamp (59, 1974)
- Roman Jakobson : sémiologie, poétique, épistémologie (60, 1975)
- Simone de Beauvoir et la lutte des femmes (61, 1975)
- Ivan Illich (62, 1975)
- Beaubourg et le musée de demain (63)
- Jean-François Lyotard (64, 1976)
- Emmanuel Le Roy Ladurie (65, 1976)
- Yves Bonnefoy (66, 1976)
- Gustav Mahler (67, 1976)
- Raymond Roussel (68, 1977)
- D.W. Winnicott (69, 1977)
- La crise dans la tête (70, 1977)
- Alexandre Dumas (71, 1978)
- Georges Duby (72, 1978)
- Francis Bacon (73, 1978)
- Robert Musil (74, 1978)
- Vladimir Jankélévitch (75, 1979)
- Georges Perec (76, 1979)
- Leonardo Sciascia (77, 1979)
- Georg Groddeck (78, 1980)
- Gustave Flaubert (79, 1980)
- Julio Cortázar (80, 1980)
- Giuseppe Verdi (81, 1981)
- Pablo Picasso (82, 1981)
- Wilhelm Reich (83, 1982)
- William Faulkner (84-85, 1983)
- Panaït Istrati (86-87, 1983)
- Stendhal (88, 1983)
- Henry James (89, 1983)
- Boris Vian (90, 1984)
- Anarchies (91-92, 1984)
- I.B. Singer (93, 1984)
- George Orwell (94, 1984)
- Nathalie Sarraute (95, 1984)
- D.H. Lawrence (96, 1985)
- Henry Miller (97, 1985)
- Marguerite Duras (98, 1985)
- Nabokov (99 [ristampa del numero 24], 1985)
- Jean Giono (100, 1986)